# Molenbunker

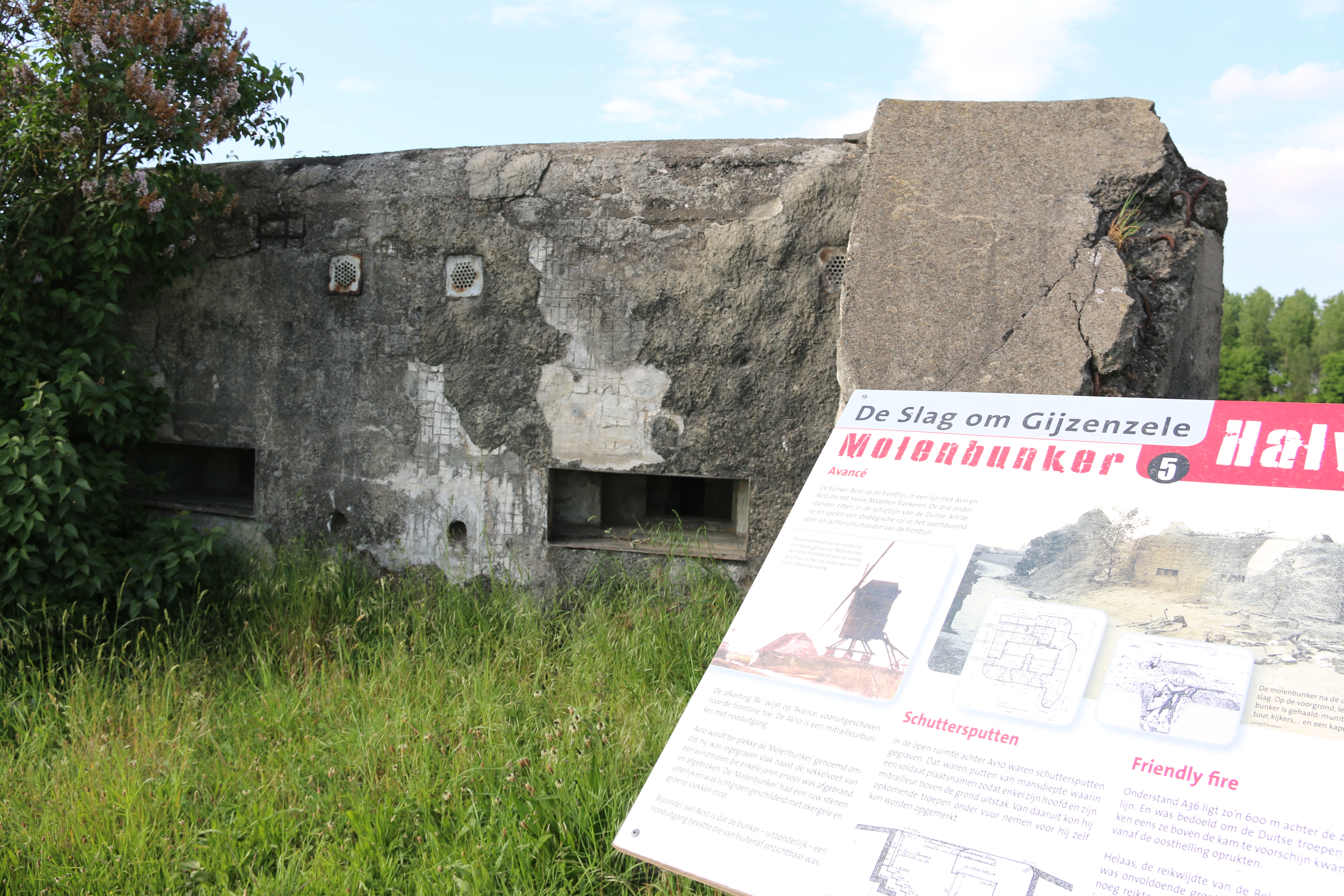
Molenbunker

De Molenbunker of Bunker A10 is een bunker in het Belgische Gijzenzele (Oosterzele). De bunker werd gebouwd als onderdeel van het Bruggenhoofd Gent tussen 1934 en 1938. De Molenbunker had een nooduitgang die van buitenaf onzichtbaar was. In mei 1940 speelde de bunker een rol bij de slag bij Gijzenzele. De bunker werd genoemd naar de Gijselmolen die al voor de oorlog (in 1931) afbrandde; de bunker was ingegraven vlak bij de sokkelvoet van die molen. De wandelroutes "Bunkerroute" en "Halvemaanroute" komen langs de bunker. Er werd een infobord geplaatst.